# Miyake Shōsai

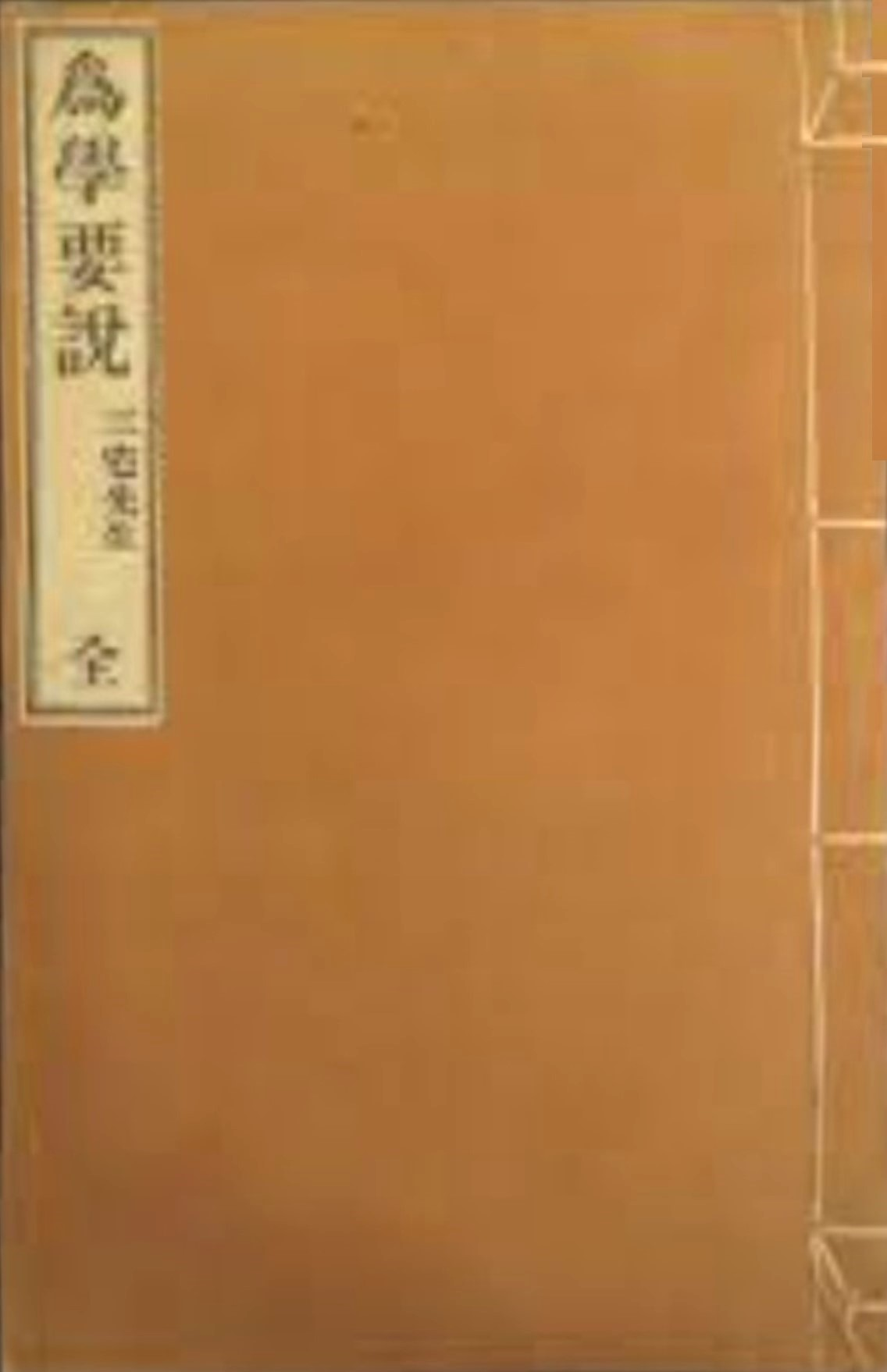
Igaku Yōsetsu

Miyake Shōsai (japanisch 三宅 尚斎; geboren 22. Februar 1662 in Akashi (Provinz Harima); gestorben 16. März 1741 in Kyōto (Provinz Yamashiro)) war ein japanischer konfuzianischer Gelehrter in der mittleren Edo-Zeit.

## Leben und Wirken
Miyake Shōsai, sein Vorname war eigentlich Shigemoto (重固), sein Spitzname war Mikuri (実操). Er war ein Schüler von Yamazaki Ansai und galt zusammen mit Satō Naokata (1650–1719) und Asami Keisai (1652–1712) als einer der „Drei großen Meister“ (三傑, San Ketsu) unter den Yamazaki-Schülern. Er diente der Abe-Familie (阿部家) in Oshi in der Provinz Musashi, wurde aber inhaftiert, weil er sich unangemessen geäußert hatte.
Später eröffnete Miyake eine Schule in Kyōto, zeichnete sich durch das Schreiben und Kommentieren von Sutren aus und hatte viele Schüler, darunter Kume Keisai (久米 訂斎; 1699–1784), Ishiō Sokuken (石王 塞軒; 1701–1780) und Kaniyōsai (蟹養斎; 1705–1778). Begstattet wurde er am Tempel Konkaikōmyō-ji (金戒光明寺), auch Shiunzan (紫雲山) genannt, im Stadtteil Shinkurodani (新黒谷) in Kyōto.
Miyake schrieb viel, darunter einen Band mit dem Titel „Igaku Yōsetsu“ (為学要説), einen Band „Saishirai kaku-setsu“ (祭祀来格説), 6 Bände „Mokushoku-roku“ (黙識録). Weiter erschienen in der Sammlung  „Nihon ronri ihen“ (日本倫理彙編), 3 Bände „Rōchi-roku“ (狼疐録), enthalten auch in der Sammlung „Kan’utei Sōsho“ (甘雨亭叢書), ein Band „Yōshi Benshō Furoku“ (養子弁証附録), enthalten in der Sammlung „Nihon Yurin Sōsho“ (日本儒林双書).